# Rjazaňské knížectví
Rjazaňské knížectví (rusky Великое княжество Рязанское, Velikoje kňjažestvo Rjazanskoje), později nazýváno velkoknížectvím, bylo středověké ruské knížectví s hlavním městem Rjazaň (starou Rjazaň zničili Mongolové v roce 1237) náležící ke Kyjevské Rusi a jako Muromsko-rjazaňské knížectví tvořilo personální unii s knížectvím muromským. Vzniklo oddělením se od Černigovského knížectví a zaniklo na přelomu let 1520/1521, kdy poslední rjazaňský kníže Ivan Ivanovič (1516–1520) byl moskevským velkoknížetem Vasilijem III. zrádně vylákán do Moskvy, uvězněn, sesazen a jeho země připojena k Moskevskému velkoknížectví. 
Ovládnutím Rjazaně dokončila moskevská velkoknížata „sbírání ruských zemí“ – v moskevské ideologii tedy vlastně obnovu původní Kyjevské Rusi – a vzápětí obrátila svou expanzi směrem na západ, do Evropy (později i na východ, na Sibiř), což nakonec dalo vzniknout Ruskému impériu, největšímu státu světa.